# Molly Hagan
Molly Joan Hagan (Minneapolis, 3 agosto 1961) è un'attrice statunitense.

## Biografia
Molly Hagan nasce a Minneapolis nel Minnesota, nel 1961, da Robert Hagan e Mary Elizabeth Henslee.
Lavora come attrice dal 1985 e ha preso parte in numerosi film cinema e serie televisive.
Nel 1994 interpreta il personaggio di Eris, la prima Vorta ad apparire nella serie televisiva Star Trek: Deep Space Nine, terza serie live-action del franchise di Star Trek, nell'episodio della seconda stagione della serie I Jem'Hadar (The Jem'Hadar). Eris appare inizialmente come una preda e una vittima dei Jem'Hadar, razza guerriera al servizio dei Fondatori del Dominio, rivelandosi poi essere invece la loro comandante, a sua volta al servizio del Dominio e dei Fondatori.

## Filmografia parziale

### Cinema
- Il codice del silenzio (Code of Silence), regia di Andrew Davis (1985)
- Un meraviglioso batticuore (Some Kind of Wonderful), regia di Howard Deutch (1987)
- Pazzie di gioventù (Fresh Horses), regia di David Anspaugh (1988)
- The Dentist, regia di Brian Yuzna (1996)
- Election, regia di Alexander Payne (1999)
- Air Bud 4 - Una zampata vincente (Air Bud: Seventh Inning Fetch), regia di Robert Vince (2002)
- The Lucky Ones - Un viaggio inaspettato (The Lucky Ones), regia di Neil Burger (2008)
- Henry Poole - Lassù qualcuno ti ama (Henry Poole Is Here), regia di Mark Pellington (2008)
- Beneath, regia di Ben Kitai (2013)
- Senza uscita (Not Safe for Work), regia di Joe Johnston (2014)
- Chiedimi tutto (Ask Me Anything), regia di Allison Burnett (2014)
- Sully, regia di Clint Eastwood (2016)

### Televisione
- Matt Hotel  (The Nutt House) – serie TV, 10 episodi (1989)
- Colombo (Columbo) – serie TV, episodi 8x02-10x08 (1989-1994)
- Ma che ti passa per la testa? (Herman's Head) – serie TV, 72 episodi (1991-1994)
- Seinfeld – serie TV, episodio 5x11 (1993)
- La signora in giallo (Murder, She Wrote) – serie TV, episodi 9x18-11x13 (1993-1994)
- Star Trek: Deep Space Nine – serie TV, episodio 2x26 (1994)
- Un trofeo per Justin (Miracle in Lane 2), regia di Greg Beeman – film TV (2000)
- Streghe (Charmed) – serie TV, episodio 4x16 (2002)
- Friends – serie TV, episodio 8x21 (2002)
- Detective Monk (Monk) – serie TV, episodio 3x04 (2004)
- E.R. - Medici in prima linea (ER) – serie TV, episodio 11x21 (2005)
- Cold Case - Delitti irrisolti - Serie TV, episodio 5x18 (2008)
- Programma protezione principesse (Princess Protection Program), regia di Allison Liddi-Brown – film TV (2009)
- Grey's Anatomy – serie TV, episodio 5x19 (2009)
- Desperate Housewives – serie TV, episodio 8x18 (2012)
- The Mentalist – serie TV, episodio 5x20 (2013)
- Jane the Virgin – serie TV (2014-2019)
- Stalker – serie TV, episodio 1x07 (2014)
- Castle – serie TV, episodio 7x07 (2014)
- Petals on the Wind, regia di Karen Moncrieff – film TV (2014)
- Better Call Saul – serie TV, episodio 3x03 (2017)
- Un segreto oscuro (Long Lost Daughter), regia di Christopher James Lang – film TV (2018)
- Ci mancava solo Nick (No Good Nick) – serie TV, 9 episodi (2019)
- Walker – serie TV, 38 episodi (2021-2022)

## Doppiatrici italiane
Nelle versioni in italiano delle opere in cui ha recitato, Molly Hagan è stata doppiata da:
- Antonella Rinaldi in La signora in giallo (ep. 11x03), Il codice del silenzio, iZombie
- Alessandra Korompay in La signora in giallo (ep. 9x18), Cold Case - Delitti irrisolti
- Barbara Berengo Gardin in Volo KAL 007 (ediz. 1992), Better Call Saul
- Claudia Balboni in Matt Hotel
- Roberta Greganti in Election
- Elda Olivieri in Volo KAL 007 (ediz. 1990)
- Francesca Guadagno in The Closer
- Giò Giò Rapattoni in Ghost Whisperer - Presenze
- Emilia Costa in NCIS: Los Angeles
- Daniela D'Angelo in Castle
- Antonella Rinaldi in Liv e Maddie
- Valeria Perilli in NCIS: New Orleans
- Daniela Abbruzzese in Big Little Lies - Piccole grandi bugie
- Beatrice Margiotti ne Le regole del delitto perfetto
- Rossella Izzo in Narcos: Messico
- Barbara Castracane in Walker